# Рюхей Мацуда
Рюхей Мацуда (яп. 松田 龍平, Matsuda Ryūhei) — японський кіно і телевізійний актор. Серед найвідоміших ролей Мацуди — молодий і бажаний самурай Содзабуро Кано у фільмі «Табу» та рок-зірка Рен Хонджо у фільмі «Нана».

## Раннє життя
Мацуда народився 9 травня 1983 року в Токіо в сім'ї японського актора частково корейського походження Юсаку Мацуди та японської акторки Міюкі Мацуда (уродженої Кумагаї). У нього є двоє молодших братів і сестер, молодший брат Шота Мацуда і молодша сестра від шлюбу його батьків, а також старша зведена сестра від першого шлюбу його батька. Його батько помер від раку сечового міхура у 1989 році, коли Рюхею було шість років. Він відвідував середню школу Хорікоші, японську середню школу, в якій навчаються знаменитості, але не закінчив її.

## Кар'єра
У віці 15 років Мацуда отримав роль бажаного молодого самурая Кано Содзабуро у фільмі «Табу» 1999 року режисера Нагіси Ошіми. Ця роль допомогла йому перетворитися з абсолютно невідомого актора на кінозірку, здобувши нагороду Японської кіноакадемії як «Новачок року», а також нагороди «Блакитна стрічка», «Кінема Джунпо» та «Кінофестиваль Йокогама» за «Найкращого нового актора».
З моменту появи в «Табу» Мацуда зіграв широкий спектр ролей, від старшокласника Куджо у фільмі «Блакитне джерело» 2001 року до рок-зірки Рен Хондзьо у фільмі «Нана» 2005 року. У лютому 2013 року стало відомо, що Мацуда зіграє роль японського гангстера у сиквелі індонезійського фільму «Рейд» 2012 року під назвою «Берандаль».
У 2020 році зіграв Рюносуке Акутагаву у фільмі «Незнайомець у Шанхаї». Фільм розповідає про перебування Акутагави як репортера в місті.

## Фільмографія

### Фільми
- Табу (Гоато) (1999)
- Шібіто не Койвазурай (2001)
- Хашір! Ічиро (2001)
- Blue Spring (2002)
- Колаж нашого життя (Реней Шашин) (2003)
- 17 Саї (2003)
- 9 Душі як Мічиру (2003)[7]
- Хачигацу ні Кариюші (2003)
- Шова Кайо Дайзеншу (2003)
- Людша мед (2004)
- Ізо (2004)
- Отакус в любові (2004)
- Яша не Ік (2004)
- Нана (2005)
- Gimmy Heaven (2005)
- Рампо Ноір (2005)
- Любов «Великий вибух», «Молодька А» (2006)
- Детектив з кошмарів (2006)
- Чосю П'ять (2006)[8]
- Секей ха Токидокі Уцукуси (2007)[9]
- Прукогі (2007)[10]
- Коісуру Мадори (2007)[11]
- Ахиру до Kamo no Koinrokkâ (2007)[12]
- Денсен Ута (2007)
- Ніхто не буде дбайлитися над мною (2008)
- Наймрачний детектив 2 (2008)
- Гора Цуругідаке (2009)
- Консервовий корабль (Kanikosen) (2009)
- Хагетака: Фільм (Гукер) (2009)
- Хлопці в біг (2010)
- Телефонний дзвін до барового (2011), Takada
- Дом Тади «Все робити» (2011)
- Великий прохід (2013)
- Мугіко-сан до (2013)
- Детектив у адвокаті (2013), Такада
- Рейд 2 (2014)
- Дзінуйо Сараба: Камуроба Мура е (2015)
- Великі дев'ять (2016)
- Мій дядько (2016)
- Токіонове нічне небо завжди є найпрямшим відтінком синього (2017)
- До того, як ми зникнемо (2017)
- Останній вистріл в барі (2017), Такада
- Скітський ягня (2018)
- Острів собак (2018) (немецко-американський фільм)
- Чудо кричачача Шоттана (2018), Шоджі Сегава
- Нороші га Йобу (2019)
- Під тіні (2020)
- Хакай ні Хай (2020)
- Зоки (2021)[13]
- Хто ми були? (2024)[14]
- Перехідні виміри (2024)[15]

### Телевізійні серіали
- San Oku-Yen Jiken (2000) — Року
- Хагетака (2007) — Осаму Нішіно
- Ashita no Kita Yoshio (2008) — Хейта Яшіро
- Tenchijin (2009) — Дата Масамуне
- Mahoro Ekimae Bangaichi (2013) — Харухіко Гьотен
- Амачан (2013) — Такума Мізугучі
- Квартет (2017) — Цукаса Беппу
- Kurara: Hokusai no Musume (2017) — Zenjirō
- Kemono ni Narenai Watashitachi (2018) — Косей Немото
- Куріння (2018) — Масаюкі Сакакібара
- Юганда Хамон (2019) — Масахіко Савамура
- Idaten (2019) — Kenzō Tange
- Незнайомець у Шанхаї (2019) — Рюносуке Акутагава
- Окехазама (2021) — Шибата Кацуї[16]
- Мої дорогі колишні (2021) — Хассаку Танака
- Uzukawamura Jiken (2022) — Іваморі[17]

## Нагороди
Мацуда отримав нагороду Японської кіноакадемії за «Найкращу чоловічу роль другого плану» у фільмі «antei wa Bar ni Iru» 2011 року, а також нагороду Nikkan Sports Film Award за «Найкращу чоловічу роль» у фільмі "Великий прохід " 2013 року.